# Даниленко Володимир Макарович
Володи́мир Мака́рович Даниле́нко  (6 травня 1954) — український політик.

## Біографія
Народився 6 травня 1954, с. Пархомівка Краснокутського району Харківської області, в родині робітників.
- 1971 — студент Харківського державного університету.
- 1976 — вчитель Широківської середньої школи, Білгород-Дністровського району, Одеської області.
- 1979 — вчитель Пархомівської середньої школи Краснокутського району.
- 1984 — голова профспілкового комітету, секретар парткому Пархомівського елітно-насінневого радгоспу.
- 1991 — консультант Краснокутського районного комітету КПУ.
- 1991 — вчитель Пархомівської середньої школи Краснокутського району.
- 1994 — завідувач організаційного відділу Краснокутської райдержадміністрації Харківської області.

Висунутий кандидатом у народні депутати трудовим колективом Пархомівського елітно-насінневого радгоспу.
- 29.11.1992 — 10.05.1994 — народний депутат України (2-Й тур — 50,02 %, 4 претенденти).

Член Комісії ВР України з питань народної освіти і науки.